# Gairdnermeer
Het Gairdnermeer (Engels: Lake Gairdner) is een zout endoreïsch bekken in de Australische deelstaat Zuid-Australië. Het meer wordt gezien als het op twee na grootste zoutmeer van Australië. Het meer ligt in het National Park Lake Gairdner.